# 马里奥·莫利纳
何塞·马里奥·莫利纳·帕斯克尔-恩里克斯（西班牙語：José Mario Molina Pasquel y Henríquez，1943年3月19日—2020年10月7日）生于墨西哥墨西哥城，化学家，是发现南极臭氧洞的主要人物之一。他成功解释了氯氟碳化合物（CFCs）破坏地球臭氧层的机理，因「他們對大氣化學的研究工作，特別是臭氧的形成與分解」，與弗蘭克·舍伍德·羅蘭、保羅·克魯岑共同獲得1995年諾貝爾化學獎，同時是第一位获得诺贝尔奖科学方面奖项的墨西哥人。

## 生平
莫利纳的父亲，罗柏托·莫利纳·帕斯克尔（Roberto Molina Pasquel），是一位律师和外交官，曾任墨西哥驻埃塞俄比亚、澳大利亚、菲律宾等地的大使。莫利纳的母亲是莱昂诺尔·恩里克斯·德·莫利纳（Henríquez de Molina）。他在墨西哥城和瑞典完成了基础学业，于1965年在墨西哥国立自治大学获得化工专业的学士学位，于1967年在西德弗莱堡大学获得硕士学位，于1972年在加州大学伯克利分校获得化学专业的博士。 
当他于1974年在加州大学尔湾分校做博士后时，他与罗兰合写了一篇论文，发表在《自然》杂志上。该论文强调了氯氟碳化合物对平流层臭氧层的威胁。当时，CFCs被广泛用作制冷剂和喷雾剂。科学界起初的冷淡促使他俩于1974年9月在大西洋城召开的美国化学协会的一次会议期间举行了一个新闻发布会。在发布会上，他们号召全面禁止继续排放CFCs到大气中。许多科学家和生产厂商都怀疑他们的说法，因而一直无法达成共识以开始行动。直到1976年美国国家科学院出版了一个有关这个问题的评论报告，行动才得以开始。此后削减来自于冰箱和喷雾气罐的CFCs的行动扩展到全球，他俩也因此获得了诺贝尔化学奖。
在1974～2004年期间，他在加州大学尔湾分校、加州理工学院喷气推进实验室、麻省理工学院等地做过研究工作和指导过研究生。他还担任过麻省理工学院化学系和地球大气行星科学系的联合教授。莫利纳于2004年7月1日加入加州大学圣地亚哥分校的化学和生物化学系（Department of Chemistry and Biochemistry），以及斯克里普斯海洋研究所（Scripps Institution of Oceanography）的大气科学中心。
莫利纳是宗座科学院院士、美国国家科学院院士、美国国家医学研究院院士和墨西哥科学院院士。他是多个环境组织的委员会成员，以及许多科学委员会的成员，比如美国总统科技顾问委员会，公共政策委员会、麦克阿瑟基金会的全球安全和可持续发展委员会和马里奥·莫利纳中心。他也已经收到超过18个荣誉学位。一颗小行星（9680 Molina）也以他的名字命名。
马里奥·莫利纳与路易萨·谭·莫利纳（Luisa Tan Molina）离婚后，于2006年2月与第二任妻子，瓜达卢佩·阿尔瓦雷斯（Guadalupe Álvarez），成婚。他的唯一的儿子是一位在波士顿工作的物理学家。莫利纳已经被美国候任总统巴拉克·奥巴马指定为管理环境事务的过渡小组的成员。
2020年10月7日，莫利纳因心肌梗塞逝世，終年77歲。